# Robert Delorme
Robert Delorme, né en 1942, est un économiste français, professeur à l'université de Versailles-Saint-Quentin-en-Yvelines.

## Biographie
Il est issu d'une famille très modeste de Bourg-en-Bresse. Il souhaite d'abord devenir géologue, avant d'être convaincu par un ami de s'inscrire en faculté d'économie à l'université de Lyon. Il décroche une bourse aux États-Unis qui lui permet d'aller étudier à l'université Northwestern, près de Chicago, afin de terminer sa thèse sur « le taux d'actualisation du plan ». Il obtient son doctorat en économie en 1976.
Ses domaines de recherche sont plus précisément la théorie de la régulation, les relations État-économie, la théorie de la complexité.
Il est président d'honneur de la European Association for Evolutionary Political Economy.
Il coécrit avec Christine André et publie en 1983 L'État et l'économie : Un essai d'explication de l'évolution des dépenses publiques en France, 1870-1980, où il analyse les causes de l'évolution de la dépense publique française. Il démontre une décorrélation entre le bord politique au pouvoir (gauche ou droite) et le niveau des dépenses publiques. L'ouvrage reçoit un accueil très positif au sein du monde académique.
Il est nommé professeur à l'université Sorbonne Paris Nord en 1995. En 2006, il devient professeur à l'université de Versailles-Saint-Quentin-en-Yvelines.

## Travaux
- (en) Deep Complexity and the Social Sciences: Experience, Modelling and Operationality, Edward Elgar Publishing Ltd, 2010.
- (Direction) Seconde cybernétique et complexité - Rencontres avec Heinz von Foerster, 2006.
- (Direction) Approches évolutionnistes de la firme et de l’industrie, L'Harmattan, Paris, 1999.
- (Direction)  Evolutionnisme et institutionnalisme dans la pensée économique, Cahier de l'ISMEA, Hors série no 35, 1999.

## Articles
- (en) Realism in Economics : Critical or Complex? (Paper presented at the XIth Conference of The European Association for Evolutionary Political Economy), Charles University - Prague, 4-7 novembre 1999 (lire en ligne [PDF]).
- (en) « Theorising complexity », dans J. Foster et S. Metcalfe, Frontiers of Evolutionary Economics (Paper prepared for the International Workshop on the Evolution and Development of Evolutionary Economics), Université du Queensland - Brisbane, 12-15 juillet 1999 (lire en ligne [PDF]).
- Théorie de la complexité et institutions en économie (Colloque « Organisations et institutions Règles, coordination, évolution »), Amiens, 25-26 mai 2000 (lire en ligne [PDF]).